# BC Kalev/Cramo
BC Kalev/Cramo es un club de baloncesto estonio, con sede en la ciudad de Tallin. Fundado en 1998 con el nombre de Ehitustööriist, compite en la Alexela KML, la primera competición de su país, en la VTB United League y en la segunda competición europea, la Eurocup. Disputan sus partidos como local en el Saku Suurhall, con capacidad para 7200 espectadores y en el Kalevi Spordihall, con capacidad para 1000 espectadores. Ha sido campeón de la liga de su país en 6 ocasiones, en 2005, 2006, 2009, 2011, 2012 y 2013.

## Historia
El club fue fundado en 1998 con el nombre de Ehitustööriist, y entró a participar en la liga estonia desde su primera temporada. En los dos primeros años, acumularon un balance de 2 victorias y 53 derrotas, acabando últimos de la clasificación en ambas temporadas.
En 2005 ganaron su primer título, y desde entonces siempre han acabado entre los tres mejores de la liga, ganando sendos títulos de campeón en 2006 y 2009.

## Nombres
- Canon ENM: (1998-1999)
- Ehitustööriist: (1999-2005)
- BC Kalev/Cramo: (2005-)

## Temporada a temporada
| Temporada | Nivel | División               | Pos.  | G–P   | Copa de Estonia  | Competiciones regionales | Competiciones regionales | Competiciones regionales | Competiciones regionales | Competiciones regionales | Competiciones regionales | Competiciones europeas | Competiciones europeas | Competiciones europeas |
| --------- | ----- | ---------------------- | ----- | ----- | ---------------- | ------------------------ | ------------------------ | ------------------------ | ------------------------ | ------------------------ | ------------------------ | ---------------------- | ---------------------- | ---------------------- |
| 1998–99   | 1     | Korvpalli Meistriliiga | 6º    | 0–25  |                  |                          |                          |                          |                          |                          |                          |                        |                        |                        |
| 1999–00   | 1     | Korvpalli Meistriliiga | 7º    | 2–28  |                  |                          |                          |                          |                          |                          |                          |                        |                        |                        |
| 2000–01   | 1     | Korvpalli Meistriliiga | 7º    | 10–25 |                  |                          |                          |                          |                          |                          |                          |                        |                        |                        |
| 2001–02   | 1     | Korvpalli Meistriliiga | 7º    | 3–27  |                  |                          |                          |                          |                          |                          |                          |                        |                        |                        |
| 2002–03   | 1     | Korvpalli Meistriliiga | 7º    | 14–25 | Cuartos de final |                          |                          |                          |                          |                          |                          |                        |                        |                        |
| 2003–04   | 1     | Korvpalli Meistriliiga | 5º    | 15–17 | Semifinalista    |                          |                          |                          |                          |                          |                          |                        |                        |                        |
| 2004–05   | 1     | Korvpalli Meistriliiga | 1º    | 23–7  | Cuartos de final |                          |                          |                          | Liga Báltica             | 7º                       | 8–10                     |                        |                        |                        |
| 2005–06   | 1     | Korvpalli Meistriliiga | 1º    | 28–6  | Campeón          |                          |                          |                          | Liga Báltica             | 9º                       | 15–17                    | 3 EuroCup              | RS                     | 1–5                    |
| 2006–07   | 1     | Korvpalli Meistriliiga | 2º    | 38–9  | Campeón          |                          |                          |                          | Liga Báltica             | QF                       | 17–13                    | 3 EuroCup              | T16                    | 2–8                    |
| 2007–08   | 1     | Korvpalli Meistriliiga | 2º    | 38–7  | Campeón          |                          |                          |                          | Liga Báltica             | QF                       | 8–14                     | 2 ULEB Cup             | RS                     | 3–7                    |
| 2008–09   | 1     | Korvpalli Meistriliiga | 1º    | 30–7  | Campeón          |                          |                          |                          | Liga Báltica             | QF                       | 13–8                     | 3 EuroChallenge        | RS                     | 2–4                    |
| 2009–10   | 1     | Korvpalli Meistriliiga | 3º    | 25–13 | Finalista        | VTB United League        | RS                       | 0–6                      | Liga Báltica             | 7º                       | 7–11                     |                        |                        |                        |
| 2010–11   | 1     | Korvpalli Meistriliiga | 1º    | 36–3  | Semifinalista    | VTB United League        | RS                       | 1–9                      | Liga Báltica             | 9º                       | 12–10                    |                        |                        |                        |
| 2011–12   | 1     | Korvpalli Meistriliiga | 1º    | 30–5  | Finalista        | VTB United League        | RS                       | 2–14                     | Liga Báltica             | QF                       | 13–10                    |                        |                        |                        |
| 2012–13   | 1     | Korvpalli Meistriliiga | 1º    | 38–4  | Semifinalista    | VTB United League        | RS                       | 3–15                     | Liga Báltica             | 3º                       | 14–6                     |                        |                        |                        |
| 2013–14   | 1     | Korvpalli Meistriliiga | 1º    | 39–2  | Finalista        | VTB United League        | RS                       | 2–16                     |                          |                          |                          | 2 Eurocup              | RS                     | 3–7                    |
| 2014–15   | 1     | Korvpalli Meistriliiga | 2º    | 33–10 | Semifinalista    | VTB United League        | 9º                       | 13–17                    | Liga Báltica             | T16                      | 8–4                      |                        |                        |                        |
| 2015–16   | 1     | Korvpalli Meistriliiga | 1º    | 42–1  | Campeón          | VTB United League        | 14º                      | 8–22                     |                          |                          |                          | 3 Europe Cup           | RS                     | 0–6                    |
| 2016–17   | 1     | Korvpalli Meistriliiga | 1º    | 39–3  | Campeón          | VTB United League        | 11º                      | 5–19                     | Liga Báltica             | 4º                       | 5–3                      |                        |                        |                        |
| 2017–18   | 1     | Korvpalli Meistriliiga | 1º    | 32–1  |                  | VTB United League        | 12º                      | 6–18                     |                          |                          |                          | 3 Champions League     | QR2                    | 2–2                    |
| 2018–19   | 1     | Korvpalli Meistriliiga | 1º    | 6-0   |                  | VTB United League        | QF                       | 14–15                    | LEBL                     | 3º                       | 28–4                     |                        |                        |                        |
| 2019–20   | 1     | Korvpalli Meistriliiga | Susp. |       |                  | VTB United League        | QF                       | 8-12                     | LEBL                     | Susp.                    | 20-3                     |                        |                        |                        |
| 2020–21   | 1     | Korvpalli Meistriliiga | 1º    | 6-1   | Campeón          | VTB United League        | QF                       | 9-15                     | LEBL                     | C                        | 23–2                     |                        |                        |                        |
| 2021–22   | 1     | Korvpalli Meistriliiga | 3º    | 5-3   | Finalista        | VTB United League        | Ret.                     |                          | LEBL                     | QF                       | 21–7                     | 3 Champions League     | RS                     | 2–4                    |

## Títulos
- Liga de Estonia: 14
  - 2005, 2006, 2009, 2011, 2012, 2013, 2014, 2016, 2017, 2018, 2019, 2021, 2023, 2024
- Copa de Estonia: 10
  - 2005, 2006, 2007, 2008, 2015, 2016, 2020, 2022, 2024, 2025
- Latvian-Estonian Basketball League: 1
  - 2021

### Premios Individuales
Mejor Jugador KML
- Howard Frier – 2005
- Travis Reed – 2007

MVP Finales KML
- Tanel Sokk – 2012, 2013
- James Williams – 2006
- Kristjan Kangur – 2009
- Armands Šķēle – 2011

Entrenador del año de la KML
- Aivar Kuusmaa – 2006, 2011, 2012
- Allan Dorbek – 2005
- Veselin Matić – 2007
- Nenad Vučinić – 2009
- Alar Varrak – 2013

MVP Liga Báltica
- Travis Reed – 2007

MVP del mes Liga Báltica
- Nate Fox – diciembre de 2008
- Michael Dunigan – enero de 2011

Primer equipo KML
- Kristjan Kangur – 2007, 2008, 2009
- Gregor Arbet – 2011, 2012
- Tanel Sokk – 2012, 2013
- Howard Frier – 2005
- Víctor González – 2005
- Rait Keerles – 2006
- Valmo Kriisa – 2007
- Travis Reed – 2007
- John Linehan – 2009
- Nate Fox – 2009
- Charron Fisher – 2010
- Armands Šķēle – 2011
- Frank Elegar – 2013
- Bamba Fall – 2013

Equipo defensivo KML
- Gregor Arbet – 2009, 2010, 2011, 2012
- Kristjan Kangur – 2007, 2009
- Howard Frier – 2006
- Valmo Kriisa – 2007
- John Linehan – 2009
- Kevin Lyde – 2009
- Charron Fisher – 2010
- Armands Šķēle – 2011
- Bamba Fall – 2012

|}

## Jugadores destacados
| - Tanel Sokk (2006–presente) - Rain Veideman (2013–presente) - Gregor Arbet (9 temporadas: 2000–2002; 2006–2013) - Gert Dorbek (5 temporadas: 2005–2006; 2009–2013) - Kristjan Kangur (3 temporadas: 2006–2009) - Rait Keerles (13 temporadas: 1998–1999, 2000–2011, 2012–2013) - Valmo Kriisa (3 temporadas: 2006–2009) - Martin Müürsepp (1 temporada: 2008–2009) ‡ - Reimo Tamm (5 temporadas: 2003–2006; 2010–2012) - Tyshawn Abbott (2012–presente) | - Michael Dunigan (1 temporada: 2010–2011) - Charron Fisher (1 temporada: 2009–2010) - Nate Fox (1 temporada: 2008–2009) - Howard Frier (3 temporadas: 2004–2006, 2007–2008) - John Linehan (1 temporada: 2008–2009) - Kevin Lyde (1 temporada: 2008–2009) - Keith McLeod (1 temporada: 2012–2013) - Josh Pace (1 temporada: 2008–2009) - Travis Reed (2 temporadas: 2006–2008) | - Gary Wilkinson (1 temporada: 2012–2013) - James Williams (1 temporada: 2005–2006) - Vlad Moldoveanu (2013–presente) - Bamba Fall (2011–presente) - Frank Elegar (2012–presente) - Pavel Ulyanko (1 temporada: 2011–2012) - Armands Šķēle (3 temporadas: 2010–2013) - Josh Akognon (1 temporada: 2009–2010) - Víctor González (2 temporadas: 2004–2006) |

## Entrenadores
| Nombre                 | Años      | Títulos                     |
| ---------------------- | --------- | --------------------------- |
| Allan Dorbek           | 1998–2003 | –                           |
| Maarten van Gent       | 2003–2004 | –                           |
| Allan Dorbek           | 2004–2005 | Alexela KML                 |
| Aivar Kuusmaa          | 2005–2006 | Copa de Estonia Alexela KML |
| Veselin Matić          | 2006–2008 | 2 Copa de Estonia           |
| Nenad Vučinić          | 2008–2010 | Copa de Estonia Alexela KML |
| Alar Varrak (interino) | 2010      | –                           |
| Aivar Kuusmaa          | 2010–2012 | 2 Alexela KML               |
| Alar Varrak            | 2012–     | Alexela KML                 |